# Stadio Michalīs Krītikopoulos
Lo stadio Michalis Kritikopoulos (in greco Γήπεδο Καισαριανής "Μιχάλης Κρητικόπουλος") è un impianto sportivo greco di Kaisarianī, in Grecia.
È utilizzato dal Kīfisias per i suoi incontri interni, e ha una capienza di circa 4 850 posti.

## Storia
Fu inaugurato nel 1998 e il record di presenze si ebbe nel 2001, in occasione di un incontro tra Asteras Tripolīs e Olympiacos, cui assistettero 4 000 spettatori.
È intitolato a Michalīs Krītikopoulos, ex calciatore greco deceduto nel 2002, nono nella classifica dei marcatori di tutti i tempi del campionato greco.